# Дустинський район
Джиліку́льський район (тадж. Ноҳияи Ҷиликӯл) — адміністративна одиниця другого порядку у складі Хатлонської області Таджикистану. Центр — село Джилікуль, розташоване за 44 км від Курган-Тюбе.

## Географія
Район розташований у долині річки Вахш, потягнувшись вузькою смугою з півночі на південь. На заході межує з Кубодійонським, на сході — з Хуросонським, Бохтарським, Кумсангірським та Джалолідіна Румі районами Хатлонської області, на півночі — з районом Рудакі Міст і районів республіканського підпорядкування, на півдні має кордон з Афганістаном.

## Населення
Населення — 95300 осіб (2013; 92800 в 2012, 90700 в 2011, 87900 в 2010, 86300 в 2009, 84400 в 2008, 82400 в 2007).

## Адміністративний поділ
Адміністративно район поділяється на 5 джамоатів (раніше їх було 6), до складу яких входить 1 селище та 56 сільських населених пунктів:
| Район                   | Площа, км² | Населення, осіб | Центр      | Населені пункти |
| ----------------------- | ---------- | --------------- | ---------- | --------------- |
| Гараутійський джамоат   | -          | 4589            | Гарауті    | -               |
| Джилікульський джамоат  | -          | 17712           | Джилікуль  | -               |
| Дехканободський джамоат | -          | 22666           | Дехканобод | -               |
| Навзамінський джамоат   | -          | 3799            | Пахтакор   | -               |
| Нурі-Вахський джамоат   | -          | 11793           | Нурі-Вахш  | -               |
| Свердловський джамоат   | -          | 12198           | Свердлов   | -               |

## Історія
Район утворений на початку XX століття у складі Курган-Тюбинської області Таджицької РСР.